# Contraception orale
Cet article concerne la méthode de contraception orale régulière. Pour la pilule du lendemain, voir Lévonorgestrel. Pour la pilule du surlendemain, voir Acétate d'ulipristal.

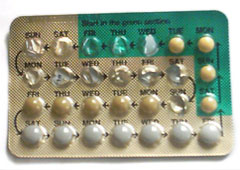
Pilules contraceptives de type « combinée ». On remarque deux aspects de comprimés, chacun ayant une composition différente.

La contraception orale, moyen contraceptif hormonal féminin, se présente sous la forme de comprimés à prise quotidienne communément appelés « pilules contraceptives », ou plus simplement « pilule ».
Il existe deux types de pilule contraceptive, la pilule combinée, qui contient deux dérivés de l'œstrogène et de la progestérone, et la pilule progestative, qui ne contient que le progestatif.
En 2016, 36,5 % des femmes en France utilisaient la pilule contraceptive contre environ 60 %, au début des années 2000.
Cette place prédominante occupée en France par la contraception orale n’a pas d’équivalent à l'étranger, le stérilet étant le premier choix contraceptif au niveau mondial et notamment en Chine. [Passage à actualiser]
Contrairement aux préservatifs, l'usage de la pilule contraceptive ne protège pas du tout contre les infections sexuellement transmissibles (IST). Par ailleurs, la consommation de tabac, de drogues et d'alcool est fortement déconseillée en cas de prise de pilule,.

## Historique

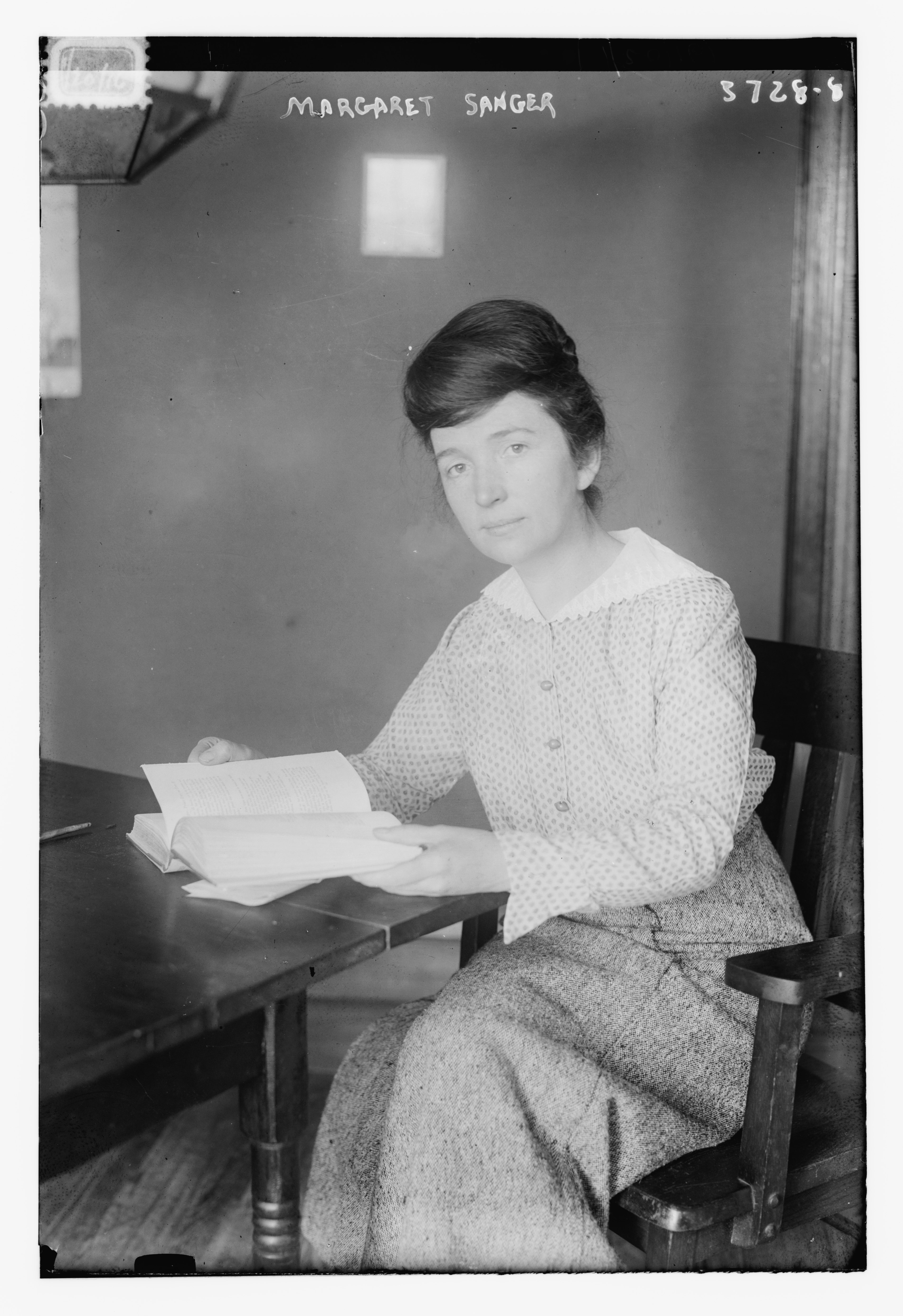
Margaret Sanger

L'idée de la pilule a été lancée par Margaret Sanger, infirmière, et Katharine McCormick, biologiste. En 1950, elles proposent à l'endocrinologue Gregory Pincus de financer des travaux pour la mise au point d'une hormone synthétique contraceptive. Cette recherche repose sur la conviction de Pincus que l'arrêt de l'ovulation durant la grossesse est lié à l'action de l'hormone progestérone. En mettant au point une hormone synthétique semblable à progestérone, il devient donc possible de bloquer la fécondation.

### Une invention mexicaine
Dans l'entre-deux-guerres, la recherche sur les utilisations cliniques et commerciales des hormones connait un grand développement, avec par exemple la découverte des effets bénéfiques de l'insuline. Les connaissances sur la physiologie de la reproduction s'accroissent aussi, notamment après la découverte de la progestérone en 1934 puis après l'établissement de ses propriétés inhibitrices de l'ovulation à la suite d'expériences animales conduites jusqu'en 1939. D'autres hormones ayant ces mêmes propriétés sont également identifiées : l'estriol en 1930 et l'estrone en 1935. Au même moment, les travaux de George Washington Corner permettent de mieux saisir le fonctionnement du cycle menstruel. Les recherches sur l'utilisation des hormones sexuelles dans le domaine de la reproduction sont toutefois exclusivement menées en vue de résoudre des problèmes d'infertilité ou de dérèglements menstruels, jamais dans une perspective contraceptive (mis à part certains cercles eugénistes très restreints qui promeuvent la stérilisation des personnes jugées inadaptées). Ludwig Haberlandt réalise bien en 1921 la première expérience de contraception hormonale temporaire par injection ; cependant en butte à l'hostilité générale il se suicide et ses travaux ne sont pas immédiatement repris,.
Le 15 octobre 1951, alors que Miramontes est âgé de seulement 26 ans, il synthétise la noréthistérone, qui est le composé actif principal de la pilule contraceptive. Le brevet du composé est déposé la même année et partagé avec Carl Djerassi et Jorge Rosenkranz, de la compagnie de chimie Laboratorios Syntex SA. Toutefois, lors du dépôt du brevet, la compagnie n'avait pas pour idée d'utiliser le composé à des fins contraceptives.
Le docteur Gregory Pincus, spécialiste alors internationalement reconnu pour ses travaux sur les hormones, ne commence à s’intéresser à leur utilisation contraceptive qu'après une conversation avec Margaret Sanger en 1951. Entre 1951 et 1952, Pincus obtient une aide conséquente de l'organisme américain Planned Parenthood (l'équivalent de 43 000 dollars de 2001) afin d'évaluer la faisabilité du projet : en dépit de ces résultats favorables, Planned Parenthood ne reconduit pas son soutien financier. C'est en juin 1953 que la riche héritière et militante féministe Katharine MacCormick s'engage à verser 10 000 dollars par an au projet de pilule contraceptive du Dr Pincus. Pincus sollicite également les laboratoires Searle, mais, peu convaincus par le projet, ils ne débloquent aucun fonds. Ils fournissent toutefois la matière première requise, les hormones. C'est Katharine MacCormick qui finance entièrement le projet de Pincus.
Le Dr Pincus expérimente l'effet d'un grand nombre de substances sur les animaux : parmi les deux cents substances examinées, il en distingue trois, des stéroïdes extraits des ignames mexicains. Avec le Dr Min Chueh Chang, il conçoit une pilule contraceptive, une pilule combinée, à base d'un estrogène de synthèse et d'une progestérone de synthèse, le norethynodrel. Aidé du gynécologue John Rock, Pincus conduit, avec une grande discrétion, quelques essais cliniques en 1954 et en 1955 au Free Hospital de Boston. Lors du congrès pour la Fédération internationale pour la planification familiale en 1955, il présente une brève communication décrivant pour la première fois au monde l'inhibition de l'ovulation chez la femme par le norethynodrel, sans grand succès.
Des essais sur une plus grande échelle s'avèrent nécessaires afin de prouver son efficacité et innocuité. Pour échapper tant à l'hostilité générale envers la contraception, qu'aux restrictions d'ordre légal, Pincus choisit de mener cette étude clinique à Porto Rico où la contraception n'est pas illégale. C'est essentiellement sur la base de cet essai, mené sur 123 femmes, que la Food and Drug Administration (FDA) délivre une première autorisation de mise sur le marché pour l'Enovid 10 mg le 10 juin 1957. Cette autorisation ne vaut alors que dans l'indication de troubles menstruels et de fausse couche ; toutefois, l'Enovid est dès lors utilisée par de nombreuses femmes à des fins contraceptives. L'autorisation de mise sur le marché (AMM) pour l'utilisation à des fins contraceptives annoncée le 9 mai 1960, sera délivrée le 23 juin 1960. Le lancement commercial a lieu le 18 août. En fait, Searle ne commercialisa pas l'Enovid 10 mg pour l'indication contraceptive ; c'est l'Enovid 5 mg approuvée par la FDA le 9 mars 1961 qui sera la première pilule ayant officiellement une telle indication. C'est très vite un succès commercial pour Searle qui est alors seule sur le marché : pour la commercialisation Syntex dépendait de Parke-Davis qui, craignant la désapprobation du public du fait de l'opposition de l’Église catholique n'a pas osé lancer de produit concurrent. Renégociant un accord avec la division Ortho des laboratoires Johnson, Syntex lance sa propre pilule en 1962 : l'Ortho-Novum. L'autorisation de mise sur le marché ne met pas fin aux essais cliniques : ceux-ci seront multipliés afin d'optimiser le dosage des hormones pour en limiter tant le coût que les effets secondaires. En 1963, un nouveau produit, l'Ovulen, moins dosé, reçoit son AMM. La troisième génération, conçue dans les années 1990, contient 10 fois moins de progestérone et 3 fois moins d'estrogène, comparé aux doses des pilules de première génération.
Pour les femmes mariées, la pilule ne devient définitivement légale dans l'intégralité des cinquante États qu'après une décision de la Cour Suprême en 1965. L'accès des femmes non mariées à la pilule ne sera définitivement acquise dans l'intégralité des États qu'après une décision de la Cour Suprême de 1972.
En 1982, l'interdiction de toute publicité pour les contraceptifs est supprimée.

### Adoptée dans le monde développé
- L'Australie est le premier pays à commercialiser la pilule après les États-Unis : (laboratoire Schering[Note 3]), le 1er janvier 1961.
- L'Allemagne fédérale est le premier pays d’Europe à la commercialiser (Schering / Anovlar) le 1er juin 1961.
- En Grande-Bretagne : sous le nom de marque Enavid, l'Enovid 10 mg y est disponible dès 1967 mais hors indication contraceptive. Le Conovid (Enovid 5 mg) y est introduit par Searle dès 1960 mais ne connaît pas une large diffusion avant le résultat, favorable, des essais cliniques initiés par le Planning familial britannique, en juin 1961. En 1962, l'Anovlar (laboratoires Schering) et le Conovid-E de Searle s'y ajouteront. En 1964 le British Drug House lance la première pilule de fabrication anglaise, le Volidan.
- En République démocratique allemande, l'Ovosiston de VEB Jenapharm est introduit en 1965.
- En France, c'est en 1967 que la loi Neuwirth dépénalise la contraception.
- Au Canada, la contraception est dépénalisée en 1969.
- Le Japon l'autorise en juin 1999.

#### La découverte des risques de thrombus et les solutions apportées
Dès le début les autorités se sont inquiétées des effets d'une utilisation de la pilule sur le long terme, au sujet de laquelle elles n'avaient pas de données. Pour se prémunir contre ces éventuels risques, la durée d'utilisation de la pilule fut d'abord limitée à deux ans. Cette limite ne put être maintenue devant la forte demande sociale. Le premier cas, britannique, de décès des suites d'une embolie pulmonaire relié à l'absorption de la pilule (Enovid 10 mg), est rapporté dans The Lancet en novembre 1961 ; dans les mois qui suivent deux cas semblables sont rapportés aux États-Unis. Le scandale de la Thalidomide qui éclate alors détourne d'abord l'attention de ce problème. De multiples études épidémiologiques sont néanmoins entreprises, compliquées notamment par la multiplication de spécialités aux formules changeantes.
Ce sont des chercheurs britanniques qui établissent la preuve des risques de thrombose, soudaines et parfois mortelles, en 1967. Cette publication déclenche des débats nourris en Grande-Bretagne et aux États-Unis. Au Royaume-Uni, les autorités recommandent aux médecins de renoncer à prescrire la pilule la plus dosée. Aux États-Unis, les livres respectivement de Morton Mintz ("The pill: an alarming report") et de Barbara Seaman("The Doctors’ Case Against the Pill") stimulent le débat public qui porte non seulement sur les effets secondaires, sur le défaut d'information des femmes mais aussi sur les conditions d'autorisation de mise sur le marché des contraceptifs.
En 1970, sous la conduite du sénateur Gaylord Nelson, s'ensuivent des auditions au Sénat. Des féministes reprochent à ces auditions, conduites uniquement par des hommes, de ne pas accepter le témoignage de femmes. La FDA n'y délivrera d'ailleurs aucune information sur les conditions d’homologation des contraceptifs, contribuant ainsi à l'adoption des seules thèses développées par Mintz. Au niveau réglementaire ces auditions auront pour résultat d'imposer aux laboratoires l'insertion de notices spécifiant expressément les risques relatifs aux caillots sanguins.

#### Le cas de l'Allemagne
Helke Sander, héroïne avec Sigrid Rüger du coup de tomate de 1968, événement jugé fondateur dans l'histoire du féminisme moderne en Europe, en raison de son retentissement médiatique a ensuite mené le combat pour la contraception orale dans les grandes villes allemandes. En 1971, elle a organisé le groupe de femmes «Brot und Rosen», centrée sur l’idée que le contrôle des naissances, en particulier sous la forme de l'avortement clandestin, n’était pas sans danger pour les femmes. La même année, la journaliste féministe allemande Alice Schwarzer, du journal satirique Pardon, importe en Allemagne la création d'une version allemande du MLF français, qui tient son premier congrès dès les 11 et 12 mars à Francfort peu avant une déclaration publique de 300 allemandes reconnaissant avoir du avorter", à l'image d'une autre un peu plus tôt en France. Le 6 juin 1971, Stern montre en première page les visages d’une vingtaine de femmes qui avouent ouvertement : « Nous avons avorté ». À l’intérieur du journal on trouve 374 signatures de femmes qui disent avoir commis le même « crime », un crime qui peut être condamné de une à cinq années de réclusion.
En 1972, Helke Sander a poursuivi ses travaux sur son projet de développement du contrôle des naissances. Son film Macht die Pille frei? (Est-ce que la pilule libère les femmes?) , produit avec Sarah Schumann la même année s'est transformé en une campagne contre les lois anti-avortement. Le combat pour l'avortement et la contraception, en 1971 et 1972 par Helke Sander et Alice Schwarzer fait évoluer les mentalités dans une Allemagne encore très conservatrice. Le débat avance rapidement et  le 26 avril 1974, la Diète Fédérale adopte la loi légalisant l'IVG durant les trois premiers mois de la grossesse après une consultation préalable , mais les menaces de recours constitutionnel de la droite, brandies depuis 1970, se concrétisent et 193 parlementaires obtiennent satisfaction pour déclarer la loi anticonstitutionnelle . Une nouvelle version doit donc être adoptée le 12 février 1976 .

#### Le cas de la France
La loi du 31 juillet 1920 « réprimant la provocation à l'avortement et la propagande anti-conceptionnelle » a toujours cours en France quand s'amorcent les changements scientifiques et que se profilent les modifications des usages sociaux dans les années 1950 (en 1946, le Code de la Famille comprend une liste de contraceptifs interdits).

##### L'initiative de médecins de 1956
À l'initiative du Littré, un groupe de médecins libre-penseurs, un premier projet de loi visant à abroger la loi de 1920 est déposé, sans aboutir, le 23 février 1956 au bureau de l'Assemblée Nationale par les députés Pierre Ferrand, D'astier de la Vigerie et Dreyfus-Schmidt ; de-même une proposition de loi déposée le 16 mars, puis une autre identique le 25 mai échoueront également. C'est en 1956 que le docteur Marie-Andrée Lagroua Weill-Hallé — avec le Dr Pierre Simon et Evelyne Sullerot — dépose les statuts de l'association « Maternité heureuse », dont sortira le Mouvement français pour le planning familial.

##### L'évolution au début des années 1960
En France, l'utilisation des estroprogestatifs, dont la délivrance est encadrée notamment par le décret du 5 février 1946, commence à se développer dès le début des années 1960 (la pilule Enovid y sera distribuée dès 1963, l'Anovlar de Schering en 1964, certes seulement dans l'indication du traitement de la stérilité ou de dysménorrhée). Certaines de ces spécialités pharmaceutiques sont en réalité prescrites à des fins contraceptives, ce qui suscite d'ailleurs l’inquiétude des pharmaciens placés en infraction avec la loi de 1920. De multiples réflexions s'engagent. Le débat public fait ses premiers pas dans les médias. Le 8 avril 1960 est créée par décret la Commission d'étude des problèmes de la famille qui dans son rapport rendu public en 1961 conseille de modifier la législation : ses avis ne seront pas suivis. Début 1962 le Conseil de l'Ordre des médecins déclare que « le médecin n'a aucun rôle à jouer dans l'application des moyens anticonceptionnels » (une position que contesteront toutefois quelques professeurs de médecine).
Fin 1964, pour la première fois en France, les facultés de médecine de Tours et de Lyon inscrivent à leur programme un cours de contraception.

##### En 1965, le gouvernement gaulliste s'empare de la question
Le 27 octobre 1965, avant l'élection présidentielle de décembre, le ministre de la santé Raymond Marcellin, nomme une commission chargée d'étudier les effets éventuels d'absorption de produits anticonceptionnels ; c'est la « commission pilule » qui rend ses conclusions le 21 mars 1966 : la « commission des sages » ne voit aucune contre-indication médicale à l'usage de la pilule (la commission est muette sur le diaphragme et le stérilet) ; elle souligne toutefois les interrogations médicales sur un possible effet cancérigène et appelle en conséquence à plus de recherches.

##### La loi Neuwirth de 1968
Aboutissement d'un projet de loi adopté en conseil des ministres le 9 juin 1967, la loi Neuwirth légalise l'usage de la pilule en décembre, après de longs débats et suivant des dispositions en retrait par rapport à celles qui avaient été proposées. Elle interdit toute publicité pour la pilule en dehors des revues médicales, et freine son adoption par les mineures en exigeant une autorisation parentale (la majorité est alors acquise à 21 ans). Son application effective tarda : les premières AMM ne seront délivrées qu'en 1973 (pour le Stediril, déjà présent sur le marché depuis 1968 mais sans cette indication). Sous couvert d’indications thérapeutiques, la pilule est pourtant déjà utilisée à la fin de l’année 1969 par près de 600 000 femmes. La loi n'institue pas un droit des femmes à la contraception ; elle se limite à légaliser et à encadrer la contraception en maintenant la liberté de prescription des médecins.

##### Avril 1972, décret d'application très attendu de la loi Neuwirth
Les féministes du début des années 1970 parlent plus de « libération  sexuelle », au sens de libération de la peur des grossesses non choisies qui se sont multipliées depuis les années 1960, que de Révolution sexuelle. Cinq ans après la Loi Neuwirth en effet, la contraception orale est toujours interdite aux moins de 21 ans. Une des étapes la plus attendues est la publication le 24 avril 1972 du décret d'application, très attendu, de la loi Neuwirth de 1967 sur la contraception orale : ce décret autorise la création des centres de planifications et d’éducation familiale (CPEF), permettant aux mineurs un accès libre, gratuit et surtout anonyme à tous les types de contraceptifs. Le décret détermine les modalités d’agréments administratifs préalables des CPEF.
Le décret détermine les modalités d’agréments administratifs préalables des CPEF. Alors que les EICCF (Établissements d'information, de consultation et de conseil familial) sont tous gérés par des associations avec le plus souvent une approche nonmédicale, les CPEF sont mis en place par des collectivités locales, des établissements hospitaliers et des associations, et donc une vocation beaucoup plus large et ambitieuse.

##### 1972 à 1974, l'implication renforcée de la CFDT et de la CGT
Les syndicats s'impliquent de plus en plus. Après la publication du Manifeste des 343 (5 avril 1971), Jeannette Laot impulse le débat au sein de la CFDT. Des cédétistes sont investis dans « la commission de la famille » du comité d’entreprise (CE) de la Thomson-CSF à Bagneux qui, en collaboration avec le Planning familial, organise en 1972 une exposition sur la contraception ainsi que deux conférences. La CFDT a pris position depuis septembre 1972 en faveur du droit à l’avortement.
Lors de la création du MLAC en 1973, Jeannette Laot, vice-présidente de la CFDT en devient aussi vice-présidente aux côtés de Simone Iff, présidente de la section de Paris du MFPF et des militants du Groupe information santé comme Pierre Jouannet. En 1973, Alphonse Pageaud, permanent de la CFDT-PTT et membre du Mouvement français pour le planning familial depuis 1966, date de l'avortement de sa femme, devient à son tour président du Planning familial à Paris.
Dans le sillage du pact d'unité signé entre la CFDT et la CGT le 26 juin 1974, les deux syndicats ont signé une plate-forme sur les revendications des femmes salariées le 19 septembre 1974, pour agir au sein des comités d’entreprise via des commission. Il est cependant déploré que si « l’activité des commissions planning des CE se poursuit dans les grandes entreprises, où les travailleuses sont nombreuses, cette activité reste extérieure aux sections syndicales d’entreprises (SSE).

##### Les réformes de 1973 et 1974
La loi no 73-639 du 11 juillet 1973 institue le Conseil supérieur de l'information sexuelle de la régulation des naissances et de l'éducation familiale (CSIS). Les premiers centres d'information et de planification familiale sont agréés à la fin de 1973.
La loi no 74-1026 du 4 décembre 1974 amende la loi Neuwirth (suppression du contrôle en pharmacie, accès libre des mineures munies d'une prescription médicale, anonymat des consultations dans les CPP, remboursement par la sécurité sociale).

##### Première campagne télévisée en 1981
En novembre 1981 Yvette Roudy, ministre des droits de la femme, lance la première campagne télévisuelle sur la contraception.
La loi no 91-73 du 18 janvier 1991 autorise, sous certaines conditions, la publicité pour les préservatifs et certains autres contraceptifs. En 1999, la publicité pour les contraceptifs est rendue légale.

##### La loi de 2001 sur la prescription aux mineures
La loi du 4 juillet 2001 permet aux médecins libéraux de prescrire des contraceptifs aux mineures sans autorisation parentale.

##### De nouveaux usages chez les jeunes femmes de 15 à 24 ans
Dans une émission du 7 juin 2022, France Inter évoque un sondage BVA réalisé auprès de 700 personnes, pour le laboratoire pharmaceutique Effik. Le média indique que si la pilule reste le premier choix contraceptif des jeunes femmes, devant le préservatif (21%), le stérilet (4%) et l'implant (3%), elle est toutefois moins utilisée qu'il y six ans, où environ 60 % des femmes de 15 à 24 ans la prenaient.

### La position des religions

#### Bouddhisme
La position bouddhiste vis-à-vis de la contraception est liée à l'idée que tuer quelqu'un, peu importe la raison, est mal. Dans cette optique, la contraception est autorisée si elle permet de prévenir la conception mais pas si elle intervient après la fécondation de l'ovule, en empêchant la nidation par exemple. En effet pour les bouddhistes, la fertilisation de l'ovule et la formation d'un zygote, marquent le début de la vie. La pilule contraceptive étant un moyen de contraception préventif (comme l'implant, le DIU, ...) intervenant avant la conception (en empêchant la rencontre de l'ovule et du spermatozoïde), elle est autorisée.[réf. nécessaire]

#### Christianisme
L’invention en 1839 du caoutchouc vulcanisé ayant permis la création de moyens de contraception comme les préservatifs a poussé l’Église à prendre position par rapport à la contraception.
Jusque dans les années 1930, les religions chrétiennes partageaient une opinion commune sur la contraception, alors associée à l’adultère et sanctionnée. Mais à partir de 1930, à la suite de l’acceptation de la part de l’Église anglicane de l'usage de contraceptifs dans le cadre du mariage lors de la conférence de Lambeth, l’église protestante commence aussi à relâcher sa position.
L'année suivante, le pape Pie XI par l'encyclique Casti Connubii s'y oppose. L’église catholique devient alors la seule à s’y opposer. Elle considère ces méthodes de contraception artificielles et permettant la distinction  entre activité sexuelle et procréation. Le 29 octobre 1951, dans son allocution aux sages-femmes, son successeur Pie XII déclare la méthode Ogino-Knauss licite.
Dans les années 1960, l’apparition de la pilule présente un nouvel espoir puisque, comme le soutient John Rock, un scientifique catholique ayant participé à la création des  premières pilules, il s’agit d’une méthode de contraception naturelle. Les hormones utilisées sont en effet sécrétées naturellement par les femmes.
Le 6 décembre 1964, le Conseil National de l'Église Réformée de France déclare légitime les méthodes contraceptives.
Le Concile Vatican II ne prend aucune décision au sujet de la contraception. Alors que plusieurs voix s'étaient fait entendre à différents niveaux de l’Église catholique afin d'autoriser la pilule, le pape Paul VI publie, le 25 juillet 1968, l’encyclique Humanae Vitae dans laquelle il condamne la contraception. Sur ce point, la Doctrine de l'Église catholique sur la sexualité n'a pas changé depuis.
On considère aujourd’hui que cette décision a affaibli l’autorité du Vatican puisque à peine deux ans après cette interdiction, parmi les femmes utilisant la pilule comme moyen de contraception, la moitié étaient catholiques. En 1970, 2/3 des catholiques et 3/4 des femmes de moins de 30 ans utilisaient la pilule.
Aujourd’hui, malgré les positions de l’Église catholique, la pilule est le moyen de contraception le plus répandu.

#### Hindouisme
L'Hindouisme encourage la procréation dans le cadre du mariage mais aucune interdiction ou obligation n'existe vis-à-vis de la contraception, même continue (cas de la contraception orale). Sarvepalli Radhakrishnan (homme politique et philosophe indien important) encourageait d'ailleurs l'utilisation de moyens de contraception artificiels (entre autres, la pilule).

#### Islam
Aucune déclaration explicite à propos de la contraception n'est faite dans le Coran, mais la procréation au sein du mariage y est encouragée. Une forme de contraception est cependant évoquée dans les hadiths : le coït interrompu.
La contraception est interdite si elle est définitive (stérilisation de l'homme ou de la femme) et entraîne l'infertilité, cela ne concerne donc pas la contraception orale; pour certains musulmans, dont le mouvement Ahmadisme, elle est également interdite si elle est motivée par une crainte de la pauvreté.

### Positionnement des institutions internationales
En septembre 1959 au premier Congrès international de prophylaxie criminelle à l'UNESCO une communication présente les méthodes contraceptives comme une prévention de l'avortement; elle aura beaucoup d'écho dans la presse.
La Fédération internationale pour la planification familiale, généralement dénommée par son acronyme anglais IPPF, est une association influente qui a élaboré une Déclaration des droits sexuels de l’IPPF. Son article 9 proclame « Le droit de choisir de se marier ou non, de fonder et planifier une famille et de décider d’avoir ou non des enfants, quand et comment. » Si cette déclaration n'a pas de force juridique, elle a l'intérêt d'exprimer expressément le vœu de placer l'autonomie de la femme au cœur des dispositifs nationaux.

### Mode de production
La production des pilules contraceptives dépend d'abord étroitement de la récolte de plantes sauvages mexicaines. Les laboratoires pharmaceutiques des pays développés établissent des filiales au Mexique pour contrôler cet approvisionnement dont le gouvernement mexicain cherchera à s'assurer l'exclusivité avec la création en 1975 de la société publique Proquivemex. La mise au point en 1974 par les laboratoires pharmaceutiques Mitsubishi d'une nouvelle méthode de synthèse de la norethistérone par le traitement microbiologique du cholestérol - une synthèse intégrale et non plus une hémisynthèse- finira par détacher la production des pilules contraceptives de la racine d'igname sauvage.

## Composition et mode d'action

### Mode d'action
L'action de la pilule contraceptive consiste à interférer avec le cycle menstruel naturel de la femme ; les hormones synthétiques apportées par la prise de la pilule empêchent l'ovulation.
Cette méthode de contraception agit sur trois plans :
- diminution de la sécrétion des hormones produites par l'hypophyse (FSH et LH), et donc pas de maturation de follicule au niveau de l'ovaire, ce qui a pour conséquence d'inhiber l'ovulation ;
- modification de la glaire cervicale qui devient moins perméable aux spermatozoïdes ;
- modification de l'endomètre qui ne permet plus la nidation.

On peut considérer qu'elle provoque une « mise en veille » des ovaires. La pilule combinée (œstroprogestative) peut d'ailleurs être prescrite en traitement des kystes fonctionnels de l'ovaire.

### Composition
Les contraceptifs oraux ont une variété de formulations et peuvent être monophasiques (tous les comprimés ont un dosage unique), biphasiques (deux dosages différents sur une même plaquette), triphasiques (trois dosages différents) ou séquentielles (plus de 3 dosages). Certaines plaquettes durent 28 jours (un comprimé par jour) et s'enchainent (avec parfois quelques comprimés inactifs), d'autres durent 21 jours et nécessitent 7 jours de pause entre chaque plaquette. La distinction majeure s'effectue entre les contraceptifs oraux combinés (COC), contenant à la fois de l’œstrogène et un progestatif, et les pilules progestatives ne contenant qu'un progestatif. On distingue ensuite 4 générations de pilules, au fur-et-à mesure de leur date de création et en fonction de leur composition.

#### Pilules de1regénération
Ces pilules contiennent la noréthistérone comme progestatif.

#### Pilules de2egénération
Mono-, bi- ou triphasiques, elles sont apparues dans les années 1970 et 1980 en France. Elles sont composées de norgestrel ou, plus souvent, de lévonorgestrel.

#### Pilules de3egénération
Monophasiques ou triphasiques, elles ont été commercialisées dans les années 1990 afin de limiter certains effets secondaires (gonflement des seins, nausées, migraines, acné...). Elles comportent un des trois nouveaux progestatifs :
- soit du désogestrel ;
- soit du gestodène ;
- soit du norgestimate.

#### Pilules de4egénération
Cette génération la plus récente, monophasique (21 ou 28 comprimés tous identiques), comporte la drospirénone comme progestatif. Il s'agit, entre autres, de Jasmine, Yaz, Jasminelle, Rimendia ou encore Convuline (Bayer santé).

## Effets secondaires
La pilule présente des effets secondaires.
Ceux répertoriés dans la littérature médicale sont très nombreux.
L'ingestion accidentelle d'une pilule contraceptive chez l'enfant est généralement sans complications et sans risque sur le développement futur de celui-ci[réf. nécessaire].
Une relecture de plusieurs études et enquêtes sur la pilule orale affirme que les liens entre la pilule et les variations d'humeur, la variation de libido, les maux de tête, le mélanome, le cancer du foie, les malformations, l'aménorrhée à la suite de la prise de pilule et l'athérosclérose sont faux, extrêmement rares ou ont des conséquences très minimes et que ces idées reçues diminuent l'accès des femmes à la contraception.

### Effets secondaires positifs
Les effets secondaires négatifs doivent être comparés avec les avantages que révèlent une étude de 2010 : le suivi de 28 806 femmes utilisatrices de pilule contraceptive sur une période allant jusqu'à 39 ans, comparé à 17 306 femmes qui n'avaient jamais pris de contraceptif oral montre un taux de décès moindre de 12 %, toutes causes confondues, chez les utilisatrices (sauf pour les morts violentes ou accidentelles, sans que ceci soit explicable).
Les pilules améliorent parfois certains troubles comme une maladie d’inflammation pelvienne, une dysménorrhée, un syndrome prémenstruel, de l'acné (notamment grâce à certains progestatifs comme la drospirénone, qui a un effet antiandrogénique important), l'hirsutisme, des symptômes d'endométriose ou un syndrome ovarien polykystique, et elles diminuent le risque d'anémie. L'utilisation d'un contraceptif oral diminue aussi le risque de cancer des ovaires[réf. nécessaire].
Elle semble aussi diminuer le risque de vaginose bactérienne.

### Effets secondaires négatifs bénins
- Modification du comportement sexuel. La pilule a un effet soit positif, soit négatif, soit nul sur la libido féminine[43],[44].
- Les nausées et tensions mammaires, plus rares avec les dosages utilisés aujourd'hui, s'estompent souvent après quelques cycles de prises. Un mauvais dosage peut provoquer des migraines.
- Les saignements qui surviennent entre les règles imposent un bilan à la recherche d'une cause organique avant de changer de produit, ou de s'en accommoder.
- À l'inverse, les règles peuvent ne pas survenir dans la semaine d'arrêt de la pilule.
- Une recommandation aux porteuses de lentilles oculaires, il survient parfois des intolérances sous pilule, comme au cours de la grossesse."Mais cet ‘effet secondaire’ ne se produit pas forcément et dépend pour chaque patient d’une multitude d’autres facteurs personnels."[45].
- Officiellement, il n'y a pas de prise de poids[46]. Mais certaines utilisatrices témoignent du contraire[47].

### Effets secondaires graves
- Les contraceptifs oraux combinés augmentent légèrement le risque de cancer du sein (mais dix ans après la fin de l’utilisation, l'incidence redevient conforme à la moyenne), mais aussi du col utérin et du foie, avec une incidence qui augmente avec la durée de la prise des contraceptifs. En revanche, ces contraceptifs semblent avoir un léger effet protecteur pour d'autres cancers, puisqu'ils diminuent le risque de cancer de l'endomètre et de l’ovaire[48].
- Les contraceptifs oraux combinés augmentent les risques de thrombose veineuse[3]. D'après une étude danoise, ce risque reste très faible[49]. Le risque augmente encore en cas de consommation cumulée de tabac[3]. Si le risque d’accident de la circulation veineuse est de 0,5 à 1 femme pour 10 000 femmes non utilisatrices de pilules, il passe à 2 femmes pour 10 000 utilisatrices de COC à base de lévonorgestrel (pilule de 2e génération) et est de 3 à 4 femmes pour 10 000 utilisatrices de COC à base de désogestrel ou de gestodène (3e génération) ou à base de drospirénone. Une plainte contre une pilule de 3e génération est déposée en France en 2012 par Marion Larat à la suite d'un AVC (accident vasculaire cérébral)[49],[50]. Pour les pilules de 4e génération, les plaintes seraient de 15 000 aux États-Unis[51] ; des recours collectifs ont été lancés en 2010 au Canada, et des plaintes déposées par des particuliers ou des associations en Belgique, en Suisse, en Australie et en Allemagne[52]. Analysant leur rapport bénéfice sur risque, les professeurs Philippe Even et Bernard Debré qualifient les pilules de 2de génération de « seules à utiliser »[53].
- Selon l'Avep, association des victimes d'embolies pulmonaires et AVC, la pilule fait 1000 morts par an par embolie[54]. Ce nombre de décès est cependant considérablement surestimé. En France, la contraception estroprogestative est responsable d’environ 2 500 cas de maladie veineuse thromboembolique par an[55] et parmi eux on compte environ 1 000 cas d'embolie pulmonaire[56]. Sachant que la mortalité liée à l’embolie pulmonaire est de l’ordre de 5 à 10 %, le nombre de décès par embolie pulmonaire dus à la pilule est donc inférieur à 100 par an.
- La prise de pilule peut augmenter le taux de cholestérol, lequel ne dépasse 3 g/L que dans de très rares cas[4].

La pilule progestative présente un moindre risque cardio-vasculaire pour les utilisatrices.

### Influence sur le choix du partenaire
Une étude de 2008 suggère que la pilule altérerait la perception par les femmes d'un partenaire génétiquement compatible,. Des études indiquent que les partenaires choisis par les femmes sous pilule ont des traits faciaux moins masculins que les partenaires choisis par les femmes qui ne prennent pas la pilule,. De nombreuses études indiquent que le jugement sur ce qui est considéré comme attrayant chez un partenaire (odeur, traits physique, voix, complexe majeur d'histocompatibilité) est perturbé chez les femmes prenant la pilule, cela est applicable à tout autre contraceptif à base d'hormones. La pilule contraceptive modifie l'état hormonal du cycle menstruel en imitant la grossesse. Les femmes qui ne prennent pas la pilule préfèrent les caractères virils, la symétrie, et la dissimilitude du CMH pendant leur phase d’ovulation. La prise de pilules contraceptives œstroprogestatives supprime l’ovulation.

## Facteurs d'inefficacité

### Taux d'échec
Pour mesurer l'efficacité des méthodes contraceptives, on utilise l'indice de Pearl, il correspond au pourcentage de grossesses non désirées, pour cent femmes, sur un an d'utilisation de la méthode contraceptive. Cet indice tient compte des erreurs et accidents possibles en fonction de chaque méthode de contraception.
Pour la pilule, l'indice de Pearl égale huit : cela signifie que huit femmes sur 100 utilisant la pilule pendant un an ont été enceintes dans l'année. L'écart entre l'efficacité théorique et pratique est particulièrement important en raison des oublis.

### Oubli de la pilule

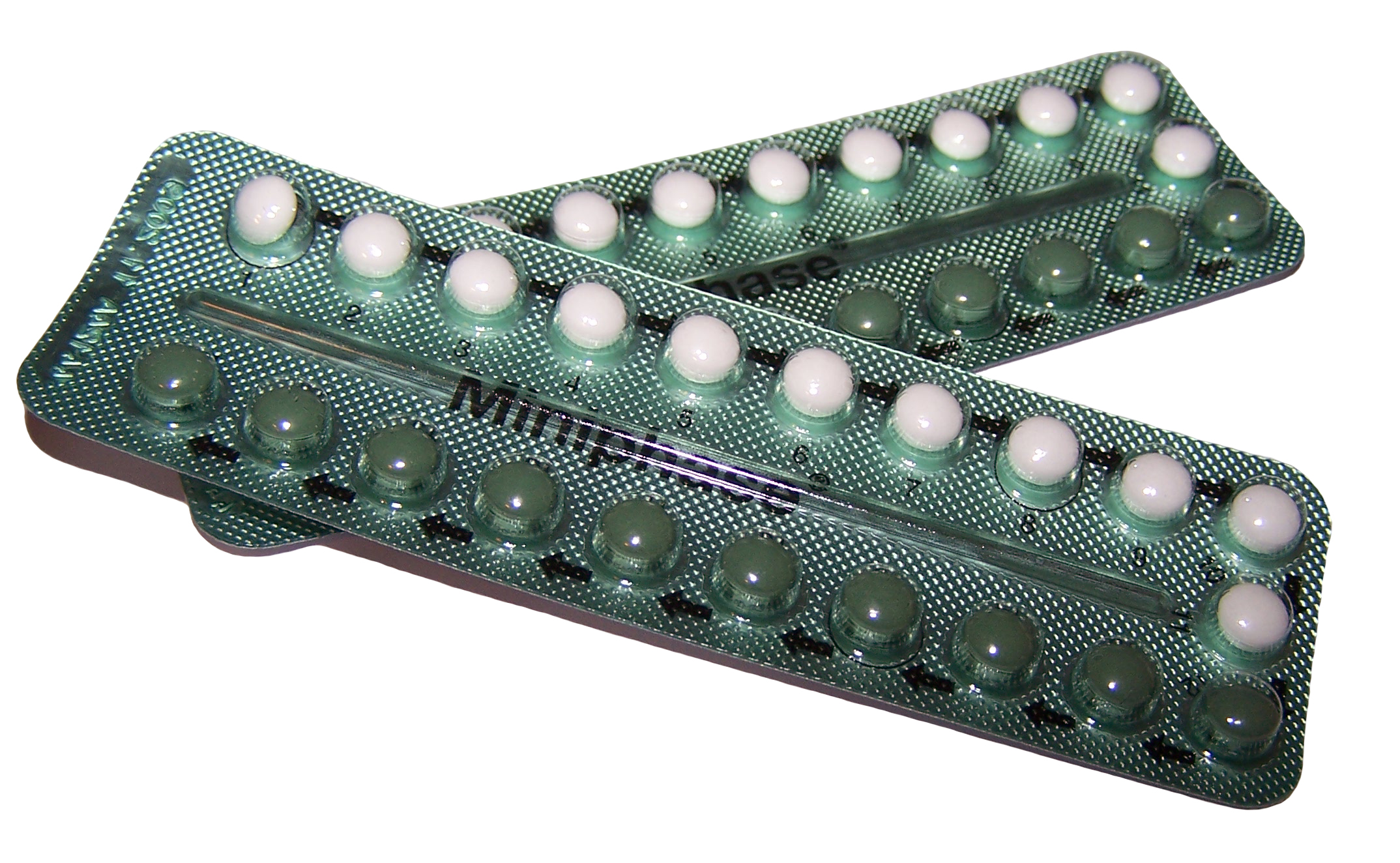
Pilule minidosée

Le facteur majeur dans les cas d'inefficacité contraceptive est l'oubli. Selon une étude américaine, les facteurs principaux d'oubli sont :
- éloignement du domicile : 13 %
- oubli pur et simple : 13 %
- absence de nouvelle plaquette disponible : 10,5 %
- en retard : 10 %
- en voyage : 9,5 %
- préoccupations professionnelles : 8 %
- préoccupations scolaires : 4,3 %
- effets secondaires : 3,7 %

Ce problème peut être évité en remplaçant la pilule par un implant contraceptif sous-cutané par exemple.

### Interactions avec d'autres médicaments
Certains médicaments peuvent interagir avec la pilule et éventuellement contrecarrer son effet ; il s'agit notamment d'antiépileptiques (phénobarbital — Alepsal, Aparoxal, Gardénal, Kaneuron —, phénytoïne — Di-Hydan, Dilantin —, primidone — Mysoline —, carbamazépine — Tégrétol —, topiramate — Epitomax —, vigabatrine — Sabril —), de quelques antibiotiques (rifampicine), de certains antiviraux (ritonavir, nelfinavir, efavirenz, névirafine), d'anti-ulcéreux (lansoprazole — Lanzor, Ogast —) ou de psychostimulants (modafinil — Modiodal —). Le millepertuis (Hypericum perforatum) et probablement le gattilier sont également à éviter lors de la prise d'un contraceptif oral. Consulter son médecin est bien évidemment conseillé.

## Effets secondaires sur l'environnement
Des études ont été menées sur l'impact de la pilule sur la féminisation des poissons,. Une fois rejetées par l'organisme féminin, les hormones contenues dans les pilules contraceptives se retrouvent ensuite dans l'environnement. Ces hormones font partie des perturbateurs endocriniens, des composés chimiques susceptibles de perturber gravement la différenciation sexuelle chez les animaux (dont les poissons, plus exposés par leur milieu), mais également chez les êtres humains, notamment masculins, qui reçoivent alors de l'œstrogène, une hormone féminine ne leur étant pas destinés.[réf. nécessaire]

## Pilule à usage vétérinaire
Des pilules contraceptives sont développées pour les chattes et les chiennes.